# Vulca

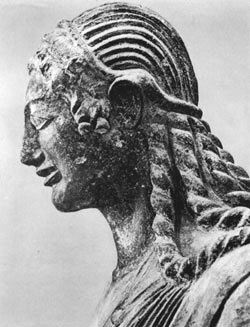
Apollo aus Veji, der als Werk des Vulca bezeichnet wird

Vulca war ein etruskischer Bildhauer aus Veji, der nach Plinius dem Älteren die Terrakottaskulpturen am Tempel des Iuppiter Optimus Maximus in Rom fertigte. Plinius nennt Lucius Tarquinius Priscus (616 bis 579 v. Chr.) als Auftraggeber. Doch war es aus chronologischen Gründen wohl eher Lucius Tarquinius Superbus (534 bis 509 v. Chr.), von dem auch bekannt ist, dass er den Iuppitertempel ausbaute. Vulca ist der einzige namentlich bekannte etruskische Künstler. Ihm wird auch die Skulptur des Apollon von Veji zugeschrieben, die stilistisch in etwa diese Zeit datiert werden kann.